# مستشفى الطوارئ بأبو خليفة للجراحات الدقيقة
مستشفى أبو خليفة للطوارئ والجراحات المتخصصة هي مستشفي في قرية أبو خليفة إحدى قرى مركز القنطرة غرب بمحافظة الإسماعيلية، مصر.

## الوصف
تبلغ الطاقة الاستيعابية لمستشفى أبو خليفة للطوارئ والجراحات المتخصصة 130سريرًا، كما تضم 5 غرف للعمليات، ويجرى بها أهم وأبرز الجراحات بمختلف حدتها من جراحات متقدمة وذات مهارة وكبرى ومتوسطة وصغرى، وذلك في عدد من التخصصات الطبية، أبرزها جراحات (العظام، الأورام، الصدر، الأوعية، التجميل، الوجه والفكين، التجميل، النساء والولادة، الباطنة، الجراحة العامة).
وتضم المستشفى 8 أقسام، (الاستقبال ويضم 12 غرفة منهم غرفتين إنعاش و6 غرف ملاحظة وغرفتى فرز وغرفتين للعمليات الكبرى، وقسم «العيادات» ويضم 5 غرف للكشف وغرفة لسحب العينات و3 غرف للعلاج الطبيعى وصيدلة وقسم للأشعة السينية، وقسم «العمليات» ويضم 3 غرف عمليات و6 أسرة إفاقة وتحضير، وقسم «المعامل» ويضم 3 معامل للكيمياء والهيماتولوجى والبكتريولوجى، وقسم «الأشعة» ويضم 2 أشعة سينية وواحدة مقطعية ودوبلر بجانب قسمين للخدمات المساندة وآخر سكن للأطباء، وتبلغ سعة المستشفى 114 سرير منهم 13 سرير رعاية مركزة).